# Михайло Грушевський (срібна монета 2006)
«Миха́йло Груше́вський» — срібна ювілейна монета номіналом 5 гривень, випущена Національним банком України. Присвячена 140-річчю від дня народження Михайла Сергійовича Грушевського (1866—1934) — провідного діяча національно-культурного і державного відродження України, літературознавця, письменника, соціолога, публіциста, автора ґрунтовного дослідження з історії України.
Монету введено в обіг 27 вересня 2006 року. Вона належить до серії «Видатні особистості України».

## Опис та характеристики монети
| Номінал грн. | Метал            | Маса, грам    | Діаметр, мм. | Якість виготовлення | Гурт     | Тираж, штук |
| ------------ | ---------------- | ------------- | ------------ | ------------------- | -------- | ----------- |
| 5            | срібло 925 проби | 15,55 / 16,81 | 33,0         | пруф                | рифлений | 5 000       |

### Аверс
На аверсі монети розміщено: угорі — малий Державний Герб України, під яким напис — «НАЦІОНАЛЬНИЙ БАНК/ УКРАЇНИ», по діагоналі зображено фрагменти стилізованого орнаменту, ліворуч — номінал: «5 ГРИВЕНЬ/ 2006», позначення металу та його проби — «Ag 925», маса в чистоті — «15,55» та логотип Монетного двору Національного банку України.

### Реверс

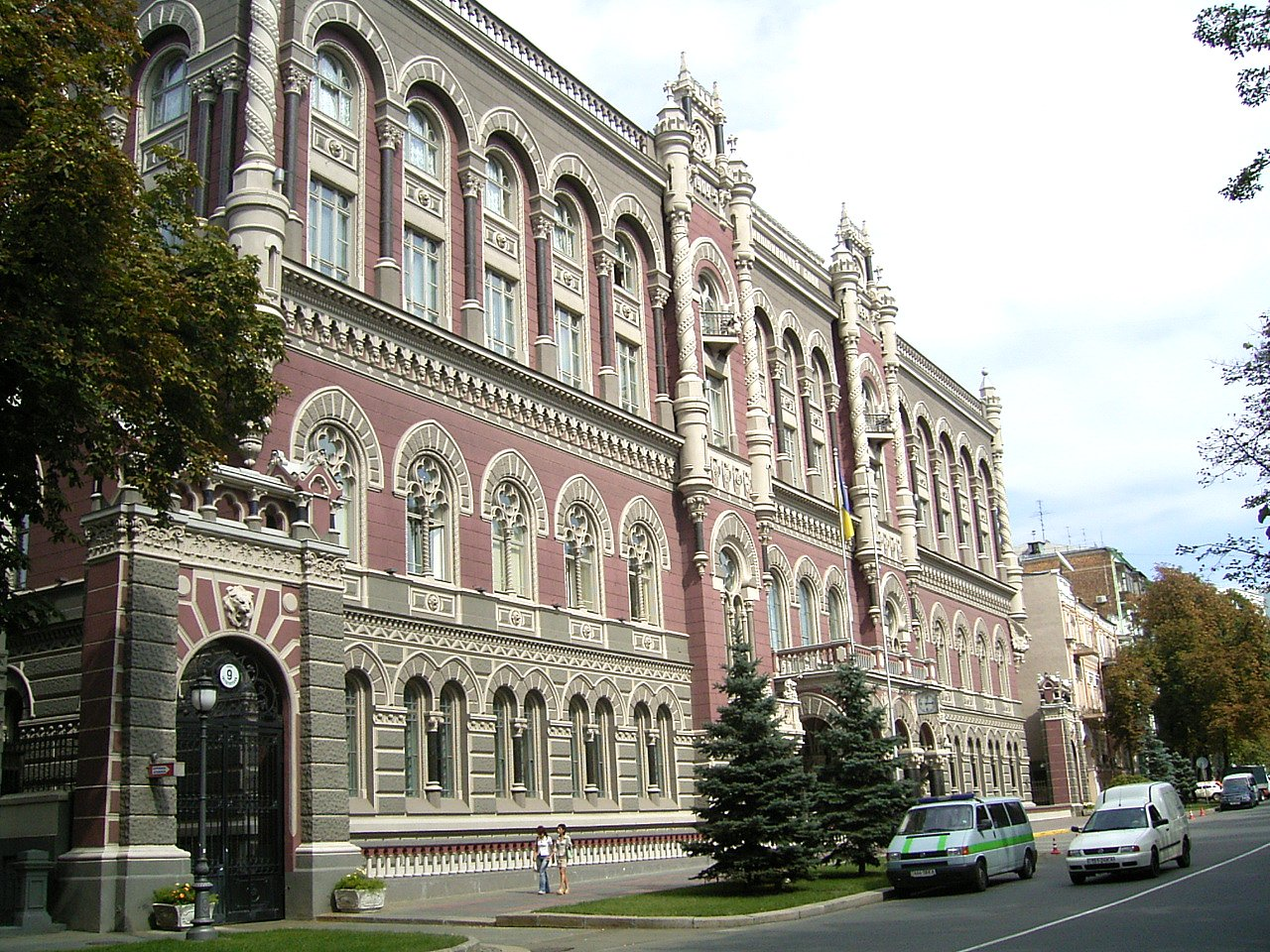
Будівля Національного банку України

На реверсі монети зображено портрет М. С. Грушевського, ліворуч від якого вертикально розміщено напис: «МИХАЙЛО/ ГРУШЕВСЬКИЙ», унизу роки життя: «1866/1934».

## Автори
- Художники: Таран Володимир, Харук Олександр, Харук Сергій.
- Скульптор — Атаманчук Володимир.

## Вартість монети
Ціна монети — 541 гривня, була зазначена на сайт Національного банку України 2018 року.
Фактична приблизна вартість монети, з роками змінювалася так:
| Рік        | 2010 | 2011 | 2012 | 2013 | 2014 | 2015 | 2016 | 2017 | 2018 | 2019 | 2020 | 2021 | 2022 | 2023 | 2024  | 2025  |
| ---------- | ---- | ---- | ---- | ---- | ---- | ---- | ---- | ---- | ---- | ---- | ---- | ---- | ---- | ---- | ----- | ----- |
| Ціна, грн. | 260  | 280  | 300  | 300  | 230  | 300  | 450  | 450  | 450  | 500  | 500  | 600  | 630  | 960  | 1 600 | 1 700 |